# Sungrazer
I Sungrazer sono stati un gruppo musicale stoner rock olandese nato nel 2009.
Già dal debutto hanno intrapreso una intensa attività di concerti dal vivo, in particolare partecipando a festival rock in tutta Europa. Hanno pubblicato due album ed uno split con i connazionali The Machine prima della comunicazione del loro scioglimento nel Giugno 2013.
Nei loro album si passa da sonorità estremamente stoner rock intrise di riff tipici del genere, a pezzi più introspettivi e psichedelici caratterizzati da intermezzi melodici impreziositi  dalle doppie voci.
A seguito dello scioglimento tutti i componenti hanno formato altri progetti musicali.

## Discografia
- 2010 - Sungrazer (Elektrohasch Records)
- 2011 - Mirador (Elektrohasch Records)
- 2013 - The Machine & Sungrazer (Elektrohasch Records)

## Formazione

### Formazione attuale
- Rutger Smeets - voce, chitarra
- Sander Haagmans -voce, basso
- Hans Mulders - batteria
- Formazione Nei Media
- Nell'episodio 8 della Stagione 26 dei "Simpsons", Apu Nahasapeemapetilon ne diventa il cantante.